# Наум (пророк)
Наум (від Неємія, івр. נַחוּם, «Господь утішив») — один з дванадцяти малих біблійних пророків, який написав Книгу пророка Наума, сьому серед книг «малих пророків».
Пророк Наум походить з Елкоша (Наум 1:1), але про це місто також немає певних відомостей. Про Наума також практично нічого не відомо. Його ім'я означає «утішитель» і ймовірно, є зменшеною формою імені Неємія (Господь утішить). Можливо, ім'я пророка є просто символічним.
Про час написання книги пророка Наума можна сказати, що вона написана в період між падінням Фів (в книзі Но-Амон) і падінням Ніневії, тобто між 663 і 612 р. до Р.Х. Період життя пророка відноситься до VII-го століття до Р.Х. і він був сучасником пророків Софонії,  Авакума та Єремії.